# Nuit blanche (film, 2011)
Pour les articles homonymes, voir Nuit blanche.
Pour plus de détails, voir Fiche technique et Distribution.
Nuit blanche est un film français réalisé par Frédéric Jardin sorti le 16 novembre 2011.

## Synopsis
Vincent, policier, braque des trafiquants de cocaïne avec un collègue. Comme il a été reconnu par l'un d'eux, le truand José Marciano prend son fils en otage et lui demande de rapporter la drogue dans son immense boîte de nuit. L'échange se complique lorsque deux policiers de  l'IGS et les acheteurs de la cocaïne arrivent.

## Fiche technique
- Titre : Nuit blanche
- Réalisateur : Frédéric Jardin
- Scénariste : Nicolas Saada, Olivier Douyère
- Producteur : Marco Cherqui
- Musique originale: Nicolas Errèra
- Budget : 2 500 000 € (estimation)

## Distribution
- Tomer Sisley : Vincent
- Julien Boisselier : Lacombe, policier de l'IGS
- Lizzie Brocheré : Vignali, policière de l'IGS
- Serge Riaboukine : José Marciano, truand propriétaire de la boîte de nuit
- JoeyStarr : Feydek, truand qui vient acheter la cocaïne
- Laurent Stocker : Manuel, collègue de Vincent
- Samy Seghir : Thomas, fils de Vincent
- Catalina Denis  : Julia, ex-femme de Vincent
- Dominique Bettenfeld : Alex, garde du corps de Marciano
- Adel Bencherif : Abel, homme de main de Marciano qui surveille Thomas
- Birol Ünel : Yilmaz, homme de main de Feydek
- Jean-Michel Correia : le physionomiste de la boîte de nuit
- Thomas Ancora : le serveur récemment embauché
- Olivier Massart : le quinquagénaire divorcé au bar
- Pom Klementieff : la jeune femme agressée dans les toilettes

## Accueil

### Accueil critique
La critique de Télérama est elle aussi positive : « Dans cet After hours version flics et truands, on est agréablement surpris par Tomer Sisley, quelque part entre Jackie Chan et Bruce Willis dans Die hard. [...] S'ils sont un brin tape-à-l’œil, les mouvements brusques de caméra, les gros plans et le montage rapide génèrent un sentiment d'urgence. »
L'avis de Jacques Mandelbaum dans Le Monde est plus mitigé. Il estime que « le scénario est habile » et que « la mise en scène procède du coup de force » mais regrette que le film soit « handicapé par une conception stéréotypée des personnages et le surjeu permanent des acteurs ».
Pour Eric Libiot, qui critique le film pour L'Express, c'est « un polar tendu, qui joue la carte de la série B vitaminée ».

## Autour du film

### Remakes
En 2015 sort Thoongaa Vanam (en), un remake indien réalisé par Rajesh M. Selva (en), avec Kamal Haasan dans le rôle principal. Le film est tourné simultanément en langues tamoul et télougou.
En 2017 sort Sleepless, un remake américain réalisé par Baran bo Odar, avec Jamie Foxx dans le rôle principal. L'action se déroule dans un grand hôtel casino de Las Vegas.